# Gemma Tarafa Orpinell
Gemma Tarafa Orpinell (Barcelona, 19 de junio de 1971) es una investigadora, activista y política catalana y regidora en el Ayuntamiento de Barcelona por Barcelona en Comú.

## Biografía
Nacida el 19 de junio de 1971 en Barcelona, se licenció en biología por la Universidad de Barcelona (UB)  y se doctoró en Biología Molecular también por la UB. Tarafa, con una trayectoria como investigadora posdoctoral en la Universidad de Yale, ha trabajado como profesora universitaria y como investigadora en el Observatorio de la Deuda en la Globalización y en el Instituto Catalán de Oncología. Ha publicado sobre salud y desigualdad. Miembro de Barcelona en Comú desde su fundación, durante el mandato 2015-2019 de la corporación municipal del Ayuntamiento de Barcelona, ejerció como comisionada del área de Salud.
De cara a las elecciones municipales de 2019 en Barcelona fue incluida en el número 10 de la lista de Barcelona en Comú, resultando elegida regidora de Salud, Envejecimiento y Curas. Tal como define el web del Ayuntamiento de Barcelona, Tarafa es la responsable política del área de Salud, y define las prioridades políticas relacionadas con este tema en el Plan de acción municipal. Ocupa la presidencia de la Agencia de Salud Pública de Barcelona (ASPB)  y la vicepresidencia del Consorcio Sanitario de Barcelona (CSB), entre otras organizaciones sanitarias de la ciudad.